# Solea aegyptiaca
El lenguado egipcio (Solea aegyptiaca) es una especie de pez de la familia Soleidae en el orden de los Pleuronectiformes.

## Distribución geográfica
Se encuentran en las  costas del Mar Mediterráneo (desde Túnez hasta Egipto, el Canal de Suez y el sur del Mar Adriático).